# ラジオマンジャック
『ラジオマンジャック』は、NHK-FMにて、2004年1月3日から放送されているバラエティ番組・音楽番組。

## 概要
基本フォーマットは、リスナーから寄せられたリクエスト曲のオンエアの合間に、トークやショートコントを織り交ぜるスタイル。時にはゲストを迎えて、トークやライブセッションをすることもある。
元は年末年始や夏期に放送していた特集番組で、第1回は、小林克也、赤坂泰彦、コロッケ、雨蘭咲木子によるコラボ企画であった。その後の番組内容はレギュラー放送と大きく変わっていない。特集番組時代はよく番組宣伝を行うために、『サタデーホットリクエスト』に雨蘭が飛び入りゲストとして出演していた。
2010年4月3日から『サタデーワイド』の第2部にてレギュラー放送を開始。第1部『土曜日レディ』のパーソナリティの杏子が飛び入り参加することもあった。
2013年3月に『サタデーワイド』が終了したことに伴い、4月から単独番組となる。
2011年度からは年越し番組として、大晦日の19:20から翌1:00まで『年越しラジオマンジャック』が放送されている。なお、2023年度は編成上の都合で大晦日年越し生放送はせず、12月30日の通常放送が代替となった。その他、そうる透をゲストに迎えた『ドラムマンジャック』など、レギュラー枠で特別番組が組まれることもある。
番組名「ラジオマン・ジャック」の由来は、メインMC・赤坂泰彦が敬愛したアメリカ合衆国の人気ラジオDJ・ウルフマン・ジャックへのリスペクトであるという。ウルフマンとは1995年4月にTOKYO FM「赤坂泰彦の東京・ニューヨーク25時間スペシャル」のために渡米し、その際に対面したという。なおウルフマンはその3か月後に他界している

## 放送時間
- 土曜 16:00 - 18:00（2010年4月3日 - ）

従来この時間帯（土曜日午後）はローカル放送指定枠であり、番組開始当初は番組案内では「各地域の放送局からの番組（又はサタデーワイド）でお楽しみ下さい。」と番組が紹介されなかったが、2012年度よりローカル放送指定枠が解除されたものの一部地域でローカル番組に差し替えられる。差し替えられた場合でも近隣都県の局や、NHKが利用しているIPサイマルラジオサービス2者（「NHKネットラジオ らじる★らじる（日本8地域の中から通常放送している地域の局を受信すればよい）」・「radiko（第2次実験配信。東京・渋谷から配信される東京都域放送のみが全国同一コンテンツとして配信される為、地域選択は不要）」）で聴取する事が出来る。
代表的な差し替えは以下の通り。
| 都道府県 | 実施放送局 | 差し替え週              | 差し替え内容・番組 | 備考                                                                             |
| -------- | ---------- | ----------------------- | --- | -------------------------------------------------------------------------------- |
| 群馬県   | 前橋       | 不定期（月1 - 3回程度） | ぐんま土曜広場 - 群馬交響楽団の定期演奏会（「群響アワー」） - 独自収録の歌謡ショー - NHK全国学校音楽コンクール群馬県大会の模様 など ぐんまリクエストカフェ | 2012年度までは14:00 - 16:00枠。                                                  |
| 宮城県   | 仙台       | 月1回                   | 仙台音楽倶楽部 | ブロックネットではなく仙台局単独放送。 2013年度より「らじる★らじる」で聴取可能。 |

2023年度より、『N響演奏会』（16:00 - 17:50、18:20まで放送の場合あり）の放送がある場合（年8回放送、原則として第1土曜日）には番組の放送を休止する。

## 出演者（TEAM ラジオマンジャック）

### レギュラーメンバー
- 赤坂泰彦（DJ）
- 時東ぁみ（タレント、2013年4月6日 - ）

### 不定期出演メンバー
番組がリニューアルした2023年4月以降、番組に複数回出演した人物を挙げる。また、門司と神谷は時東のブログで不定期に出演することが公表されている。
- 門司肇（ピアニスト・音楽監督[7]）
- 堂免一るこ（女優、2013年4月6日 - ）
- 緒方恵美（声優、2020年10月3日 - ） - 2023年3月4日まで、毎月第1・第3土曜日に出演。レギュラー出演前の2017年からゲストとしても複数回出演している。
- 神谷明（声優、2020年10月10日 - ） - 2023年3月11日まで、毎月第2土曜日に出演。レギュラー出演前の2019年からゲストとしても複数回出演している。
- 完熟フレッシュ（お笑いコンビ、2023年4月15日 - ） - 初回は池田レイラのみ出演。
- 好井まさお（芸人、2023年4月22日 - ）

### 名誉メンバー
- 若山弦蔵（声優） - 2013年より亡くなる2021年まで不定期に出演
- 熊倉一雄（声優） - 亡くなる2015年まで不定期に出演

### 過去の出演者
- コロッケ（タレント）
- 雨蘭咲木子（女優・声優、2004年1月3日 - 2012年3月17日）
- 押尾コータロー（ギタリスト）
- サラ・レクター（歌手、2010年 - 2012年3月17日）
- 遠藤久美子（女優・歌手、2012年4月7日 - 2013年3月23日）
- 石山昭子（女優、2015年6月6日 - 2020年9月19日）

石山は2015年6月の1ヶ月間、後述する「マンスリーメンバー」として出演し、その後も毎週出演していたが、番組公式サイトの出演者のページには記載されなかった。
- 岡部磨知（バイオリニスト）
- 内田勘太郎（ギタリスト）

降板後もゲストやレギュラーメンバーの代理として出演する場合がある。
この他、2015年4月からは堂免が所属する劇団EASTONESから、「マンスリーメンバー」として月替わりで劇団員が番組に参加した時期があり、石山や、2014年から2015年3月にかけてセミレギュラーとして出演していた山崎日菜などが出演した。

## 過去の主な"ネタ"（コント）
- 義理の父と - 義理の父（赤坂）と婿（門司）が成り行き上怪しげな行為に及ぶ。
- ペーカンターズ - 新人ミュージシャン（遠藤・門司）がレコード会社のオーディション（面接：赤坂）の前でおかしな歌を披露する。
- 桃太郎 - キジ：赤坂、サル：雨蘭、イヌ：コロッケ、桃太郎：押尾
- 金太郎
- 仁義なき幼稚園 - 仁義なき戦いのパロディ。ヤス：赤坂、ウラン：雨蘭、サラ先生：サラ。
- 新商品開発部 - 赤坂扮する部長が発する特異な擬音を含んだ製品名を部下（雨蘭・サラ・門司係長）に言わせる。
- シャンプーハッツ（雨蘭・サラ） - 2人だけのチアリーディング部。
- ポイズン東郷（門司） - ピアノだけで感情表現するキャラクター。
- くまもっちゃん（コロッケ） - 熊本弁を喋るキャラクター。
- 吹上咲子（雨蘭） - 永遠の49歳と11ヶ月、ロマンとともにいきるDJ。
- 女優・観音崎レイコ（雨蘭）
- DJホットマン（赤坂）
- せもう姉妹（赤坂・コロッケ）